# دوقماتية
الدوقمائية كمصطلح في الفلسفة تشير إلى التيار الفلسفي المعارض للنقدية والمثالية، ومن خلال اشتقاقه للفكر من الكينونة يفترض تفوق الواقع على الفكر، وفي بعض الأحيان الطبيعة على الروح. وحتى الله نفسه يُدركه هذا التيار كملازم جوهري للطبيعة جملة وتفصيلا (وحدة الوجود).
الدوغماتية هي موقف فكري يؤمن بصحة معتقدات معينة دون شك أو تساؤل و يرفض أي نقد أو مراجعة لها.
الدوغمائية (المذهب الدوغمائي)
هي تيار فلسفي يُعارض النقدية (الكريتيسيزم) والمثالية (الأيديالية)، حيث تستمدُّ هذه المدرسة أفكارها من "الوجود" (الإسينزا)، مُفترضةً سيادة الموضوع (الواقع) على الذات (المُدرِك)، وتفوق الحقيقة على الفكرة، وأحيانًا تفوق الطبيعة على الروح. كما تتصور هذه المدرسة الإلهَ ككيان متأصِّل في الطبيعة، بل وتُطابقه معها كليًا في إطار مذهب "وحدة الوجود" (البانثييزم). تُعتبر الدوغمائية نقيضًا للفلسفات التشكيكية التي تُشكك في إمكانية معرفة الحقيقة المطلقة، حيث تؤكد بدلًا من ذلك على إمكانية الوصول إلى يقينيات عبر العلاقة المباشرة بين العقل والواقع.
باروخ سبينوزا، "الأخلاق" (١٦٧٧)، كمثال على المزج بين الدوغمائية العقلانية ومفهوم وحدة الوجود.

### الدوغماتية في الفلسفة و العلم
في الفلسفة يعتبر الدوغماتيون منغلقين على معتقداتهم و رافضين لأي اعتراض أو نقاش. و في العلم يُنتقد هذا الموقف لانه يعيق البحث و التقدم العلمي. لان العلم يعتمد على الشكر المنهجي و التجربة و الاختبار، بينما الدوغماتية تُعطل هذه العمليات.

### الدوغماتية في تاريخ العلم
في العصور الوسطى كانت الكنيسة تُمثل سلطة دوغماتية، حيث كانت تفرض تفسيرات ثابتة للظواهر، و تعاقب من يخالفها، على سبيل المثال كان يعتبر أي نقد لنظرية بطليموس حول الكون هرطقة، ولكن مع تقدم العلم بدأ العلماء مثل كوبرنينكوس في تحديد هذه المعتقدات الثابتة. 

### الدوغماتية في الفكر المعاصر
يعتبر الدوغماتيون من يصيرون على صحة معتقداتهم دون أدلة أو نقاش، وهذا الموقف يُنتقد لأنه يُعيق التقدم الفكري و العلمي. 